# Cột trụ

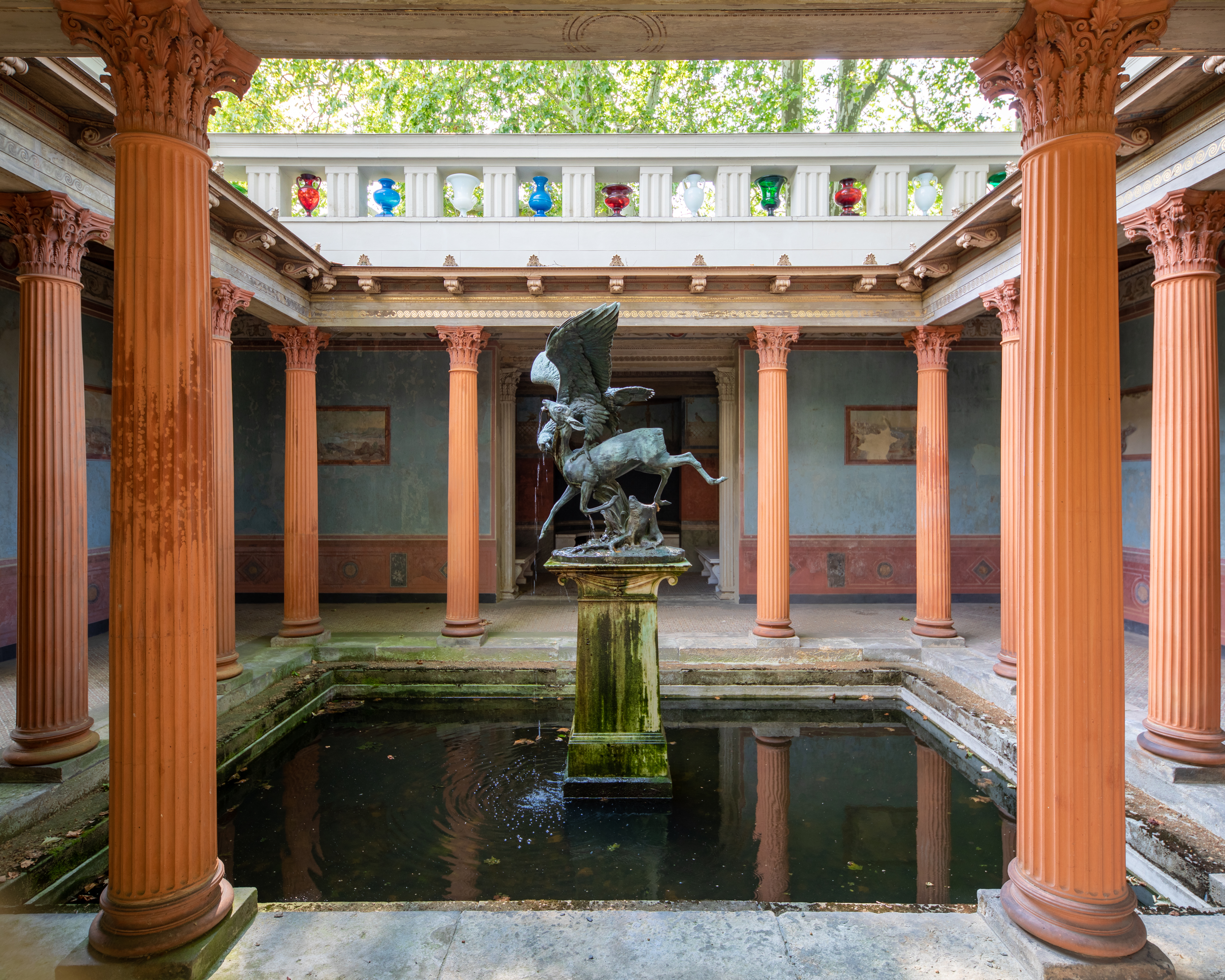
Cột trụ theo kiến trúc La Mã cổ điển

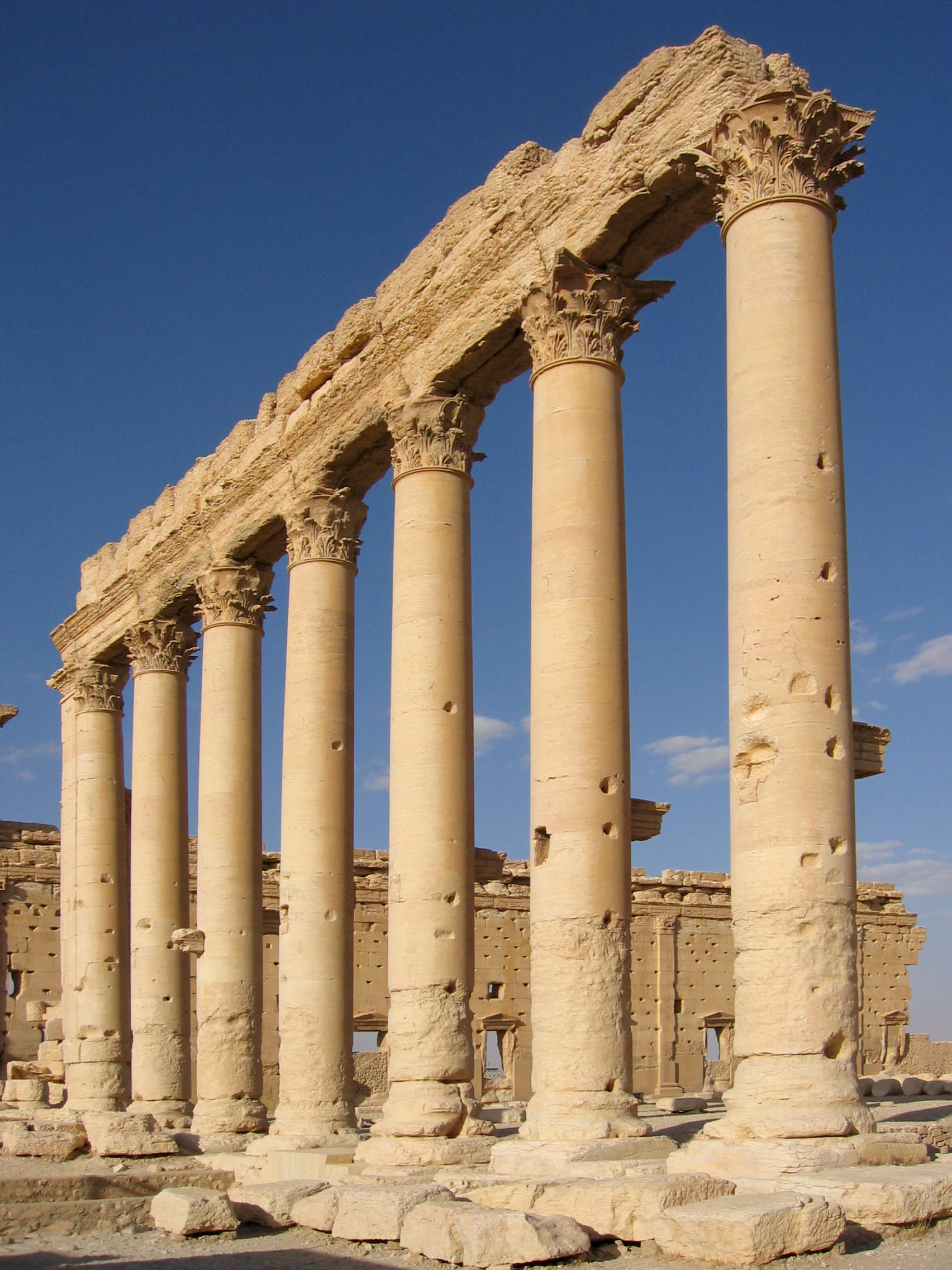
Trụ đá thời cổ

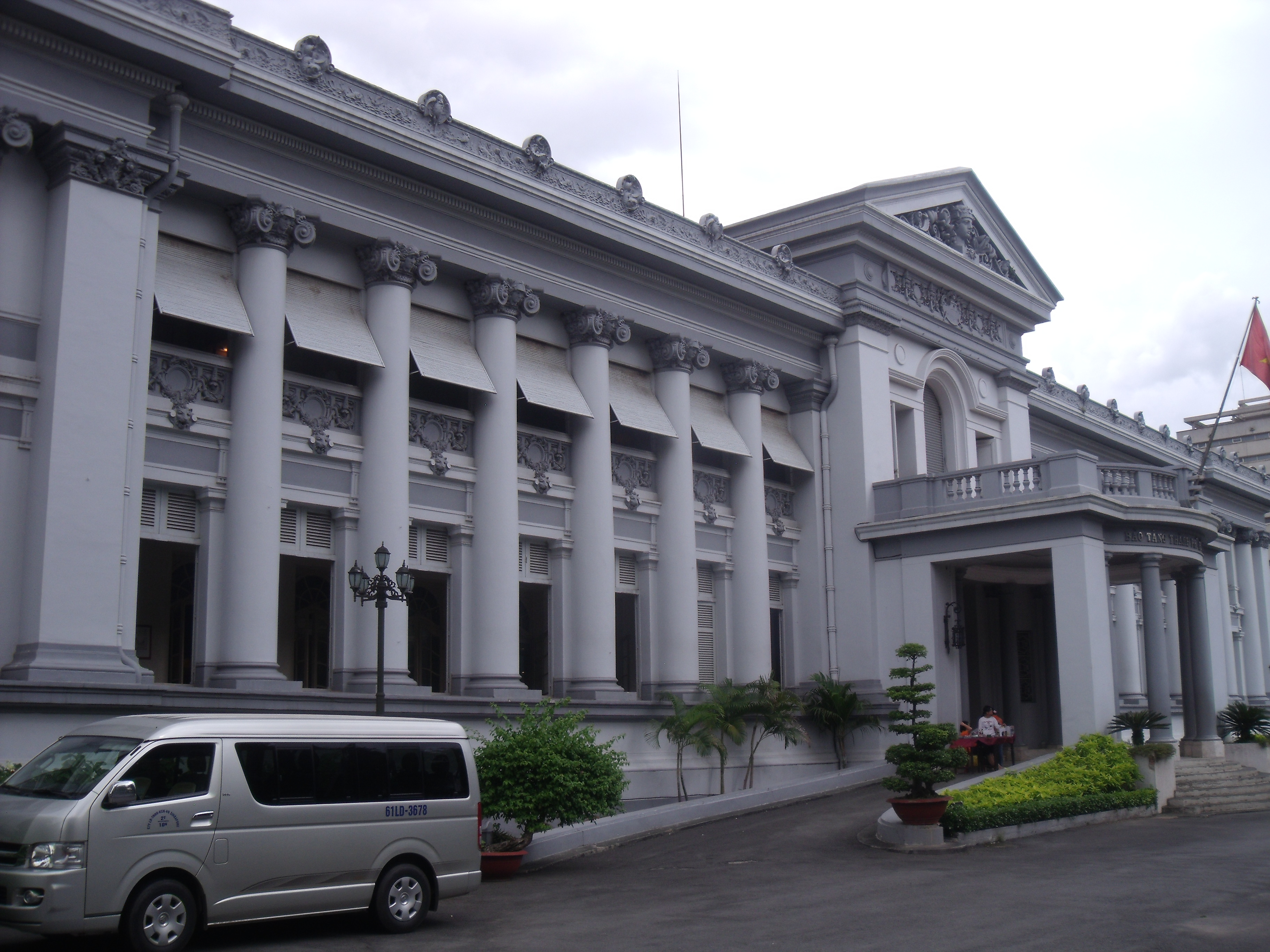
Bảo tàng của thành phố Hồ Chí Minh được xây dựng theo phong cách Tân cổ điển với những cột trụ.

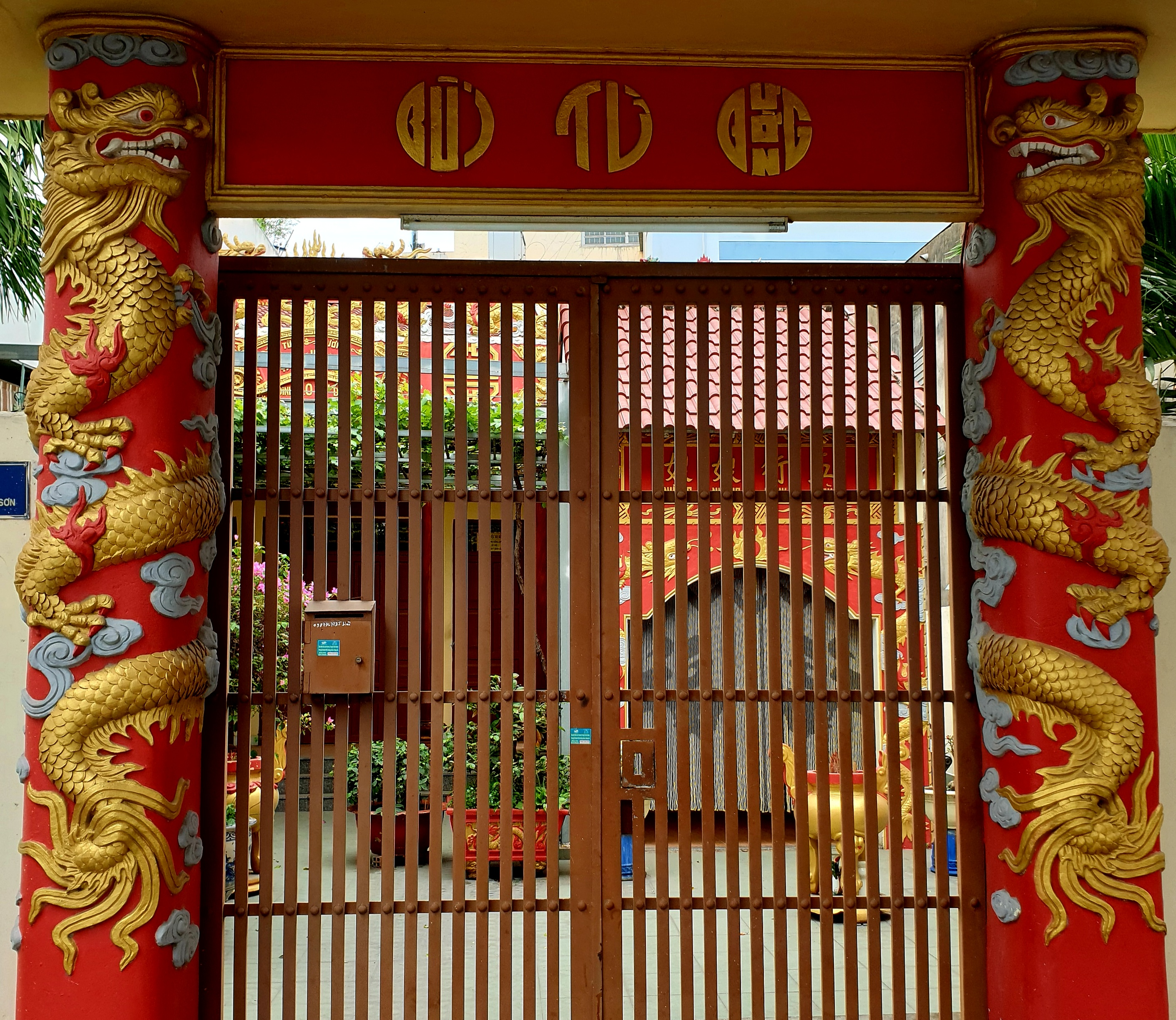
Cột trụ chạm khắc hình rồng leo ở Việt Nam

Cột trụ hay trụ hay cột nhà là một trong kiến trúc và kỹ thuật cấu trúc của một tòa nhà hoặc một công trình xây dựng. Nó là một cấu trúc vững chắc theo chiều dọc và thường có hình trụ tròn hoặc hình vuông. Cột trụ được thiết kế để chống lại các lực phía bên trên ép xuống và đảm nhận vai trò nâng đỡ chính cho ngôi nhà. Trụ được đặt trên móng nền và liên kết chặt chẽ với móng để tạo nên toàn bộ nền tảng cơ bản của ngôi nhà (phần cốt). Cột cũng thường được sử dụng để hỗ trợ các chùm hoặc mái vòm mà trên đó các bộ phận phía trên của bức tường hoặc trần nhà.
Trong kiến trúc, "cột trụ" đề cập đến một yếu tố như cấu trúc cũng có nhiều tính năng nhất định, thậm chí là dùng để trang trí. Một cột cũng có thể là một yếu tố trang trí hoặc là một phần của một bức tường. Cột trụ đầu tiên đã được xây dựng bằng đá và là cột đá nguyên khối, ở một số nơi nhất là các nước Á Đông cổ thì thường sử dụng cột nhà bằng gỗ. Cột hiện đại được xây dựng bằng thép, đổ bê tông đúc sẵn (bê tông cốt thép) và được ốp lát gạch, đá.

## Lịch sử
Tất cả các nền văn minh thời kỳ đồ sắt có ảnh hưởng lớn như ở vùng Cận Đông và Địa Trung Hải cũng đã sử dụng kiến trúc kết cấu cột trong việc xây dưng các tòa nhà. Trong kiến trúc Ai Cập cổ đại sớm nhất là 2600 trước công nguyên tể tướng Imhotep một nhà kiến trúc sư đã sử dụng các cột đá có bề mặt được chạm khắc để xây nhà.
Một số của các cột phức tạp nhất trong thế giới cổ đại là những người Ba Tư, đặc biệt là các cột đá khổng lồ được dựng lên trong Persepolis. Người Ai Cập, Ba Tư và nền văn minh khác chủ yếu được sử dụng các cột cho các mục đích che đỡ phần mái nhưng những người Hy Lạp cổ đại, theo sau đó là người La Mã lại ưa sử dụng rộng rãi các cột về nội thất và ngoại thất (trang trí bên ngoài) của tòa nhà là một trong những tính năng đặc trưng nhất của kiến trúc cổ điển, trong các tòa nhà như đền Parthenon.

## Một số công thức kết cấu
Công thức 1: {\displaystyle f_{cr}\equiv {\frac {\pi ^{2}{\textit {E}}I_{min}}{{L}^{2}}}\qquad (1)}
Công thức 2: {\displaystyle f_{cr}\equiv {\frac {\pi ^{2}E_{T}}{({\frac {KL}{r}})^{2}}}\qquad (2)}
Công thức 3:{\displaystyle f_{cr}\equiv {F_{y}}-{\frac {F_{y}^{2}}{4\pi ^{2}E}}\left({\frac {KL}{r^{2}}}\right)\qquad (3)}